# Object T
ObjectＴ(オブジェクト ティー)は、レーシングドライバー兼自動車ジャーナリストの津々見友彦がコーディネートする、トーヨータイヤのレーシングチームである。

## 概要
全日本ツーリングカー選手権（JTC、JTCC）に参戦しており、JTCではフォード・シエラやトヨタ・カローラレビン、日産・スカイラインGT-Rなどで参戦し、活躍した。また引き続きJTCCではホンダ・シビックフェリオやトヨタ・コロナEXiVで参戦していた。
JTCにおいては、1985年にレビンの星野薫がクラスチャンピオンを獲得。1987年と1988年もシエラをドライブした、長坂尚樹と横島久がシリーズチャンピオンを獲得した。また、1992年も毎戦ポイントを確実に獲得し、清水和夫/トム・クリステンセン組が、最終戦のインターTECまでハセミモータースポーツの長谷見昌弘/福山英朗組とタイトル争いを展開。年間2位を獲得している。

## ObjectＴから参戦したドライバー
- 津々見友彦
- 横島久[1]
- 星野薫
- 長坂尚樹
- 服部尚貴
- 清水和夫[2]
- 影山正彦
- 松田秀士
- トム・クリステンセン
- 村松康生
- 本山哲[3]
- ミハエル・クルム
- 原貴彦
- 和田久